# Wenden (Sauerland)
Wenden is een plaats en gemeente in de Duitse deelstaat Noordrijn-Westfalen, gelegen in de Kreis Olpe. De gemeente Wenden telt 19.452 inwoners (31 december 2020) op een oppervlakte van 72,55 km².
De Autobahnen 4 en 45 gaan door Wenden. Wenden ligt aan de Uerdinger Linie.

## Delen van de gemeente
- Altenhof
- Brün
- Heid
- Hillmicke
- Hünsborn
- Ottfingen
- Römershagen
- Schönau

## Afbeeldingen

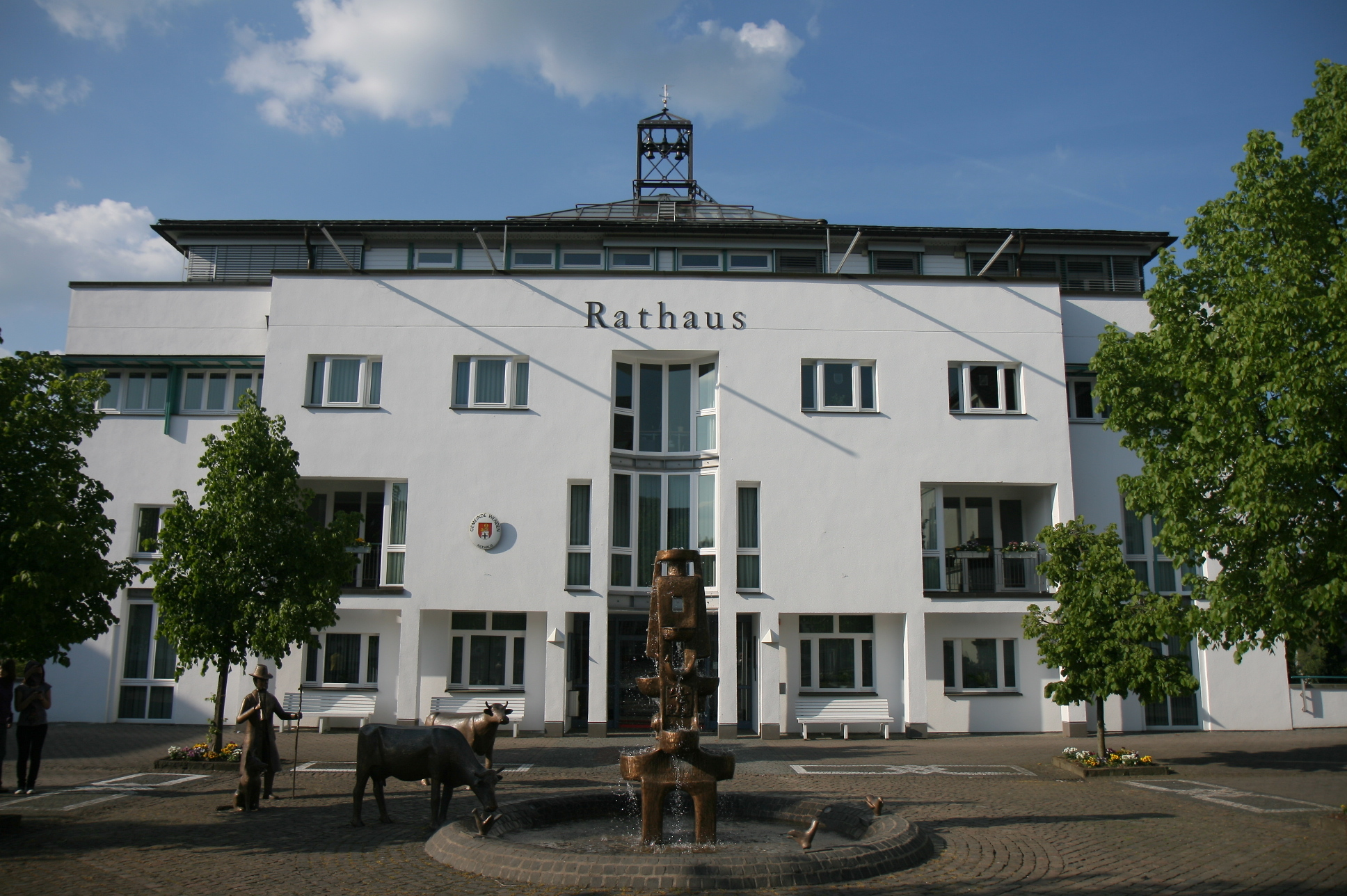
Gemeentehuis
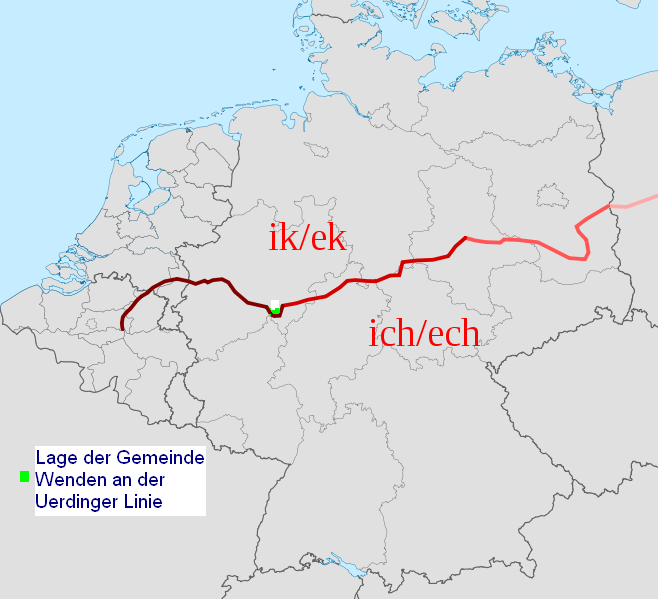
Uerdinger Linie
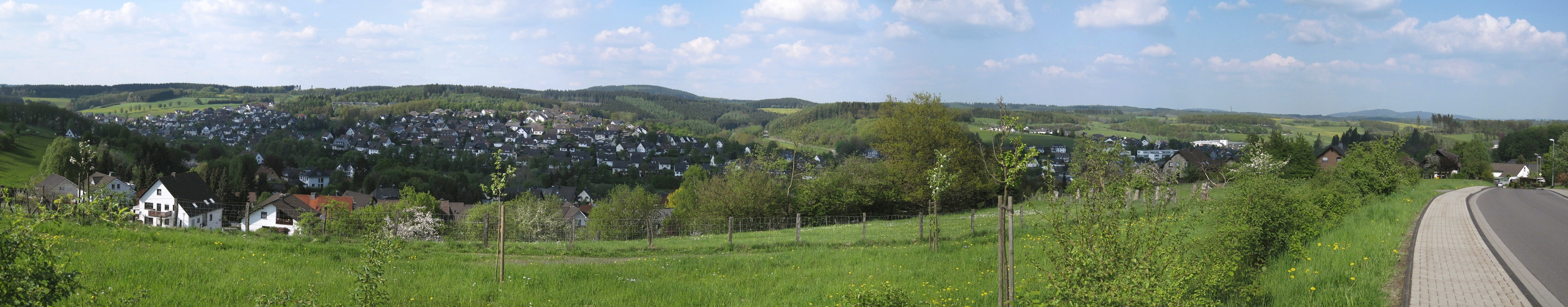
Gezicht op Wenden

Attendorn · Drolshagen · Finnentrop · Kirchhundem · Lennestadt · Olpe · Wenden
Altenhof · 
Altenwenden · 
Bebbingen · 
Brün · 
Büchen · 
Döingen · 
Dörnscheid · 
Eichertshof · 
Elben · 
Gerlingen · 
Girkhausen · 
Heid · 
Hillmicke · 
Hoffnung · 
Hünsborn · 
Huppen · 
Löffelberg · 
Möllmicke · 
Ottfingen · 
Römershagen · 
Rothemühle · 
Rothenborn · 
Scheiderwald · 
Schönau · 
Schwarzbruch · 
Trömbach · 
Vahlberg · 
Wendenerhütte · 
Wilhelmstal